# Ушаково (Ельнинский район)

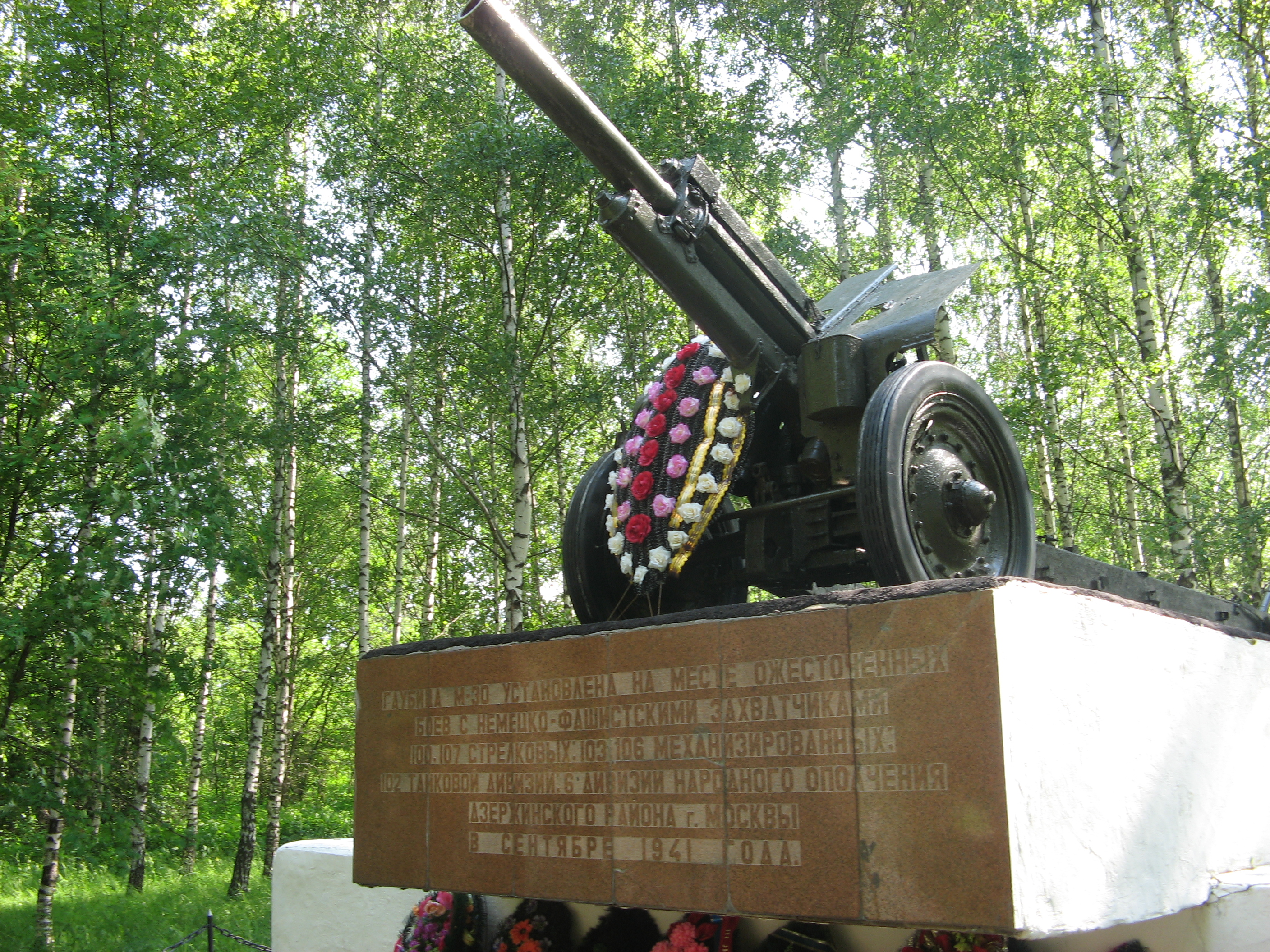
Памятник гаубица М-30.

Ушако́во   — деревня  в  Смоленской области России,  в Ельнинском районе. Население — 35 жителей ( 2007) .  Расположена в юго-восточной части области  в 9 км к северу от города Ельня, у автодороги  Р137 Сафоново — Рославль. Входит в состав Рождественского сельского поселения.   

## Достопримечательности
- Обелиск и гаубица М-30 на месте жестоких боёв с гитлеровскими войсками  [2].